# Глобігериновий мул
Глобігериновий мул (рос. глобигериновый ил, англ. globigerina ooze, нім. Globigerinenschlamm m) — океанічний або морський біогенний вапняковий осад, що складається переважно з черепашок планктонних форамініфер та їх уламків. Містить 30-99% CaCO3, розмір зерен — від пісків до тонких мулів. Колір світлий, часто білий. Глобігериновий мул вкриває 36% площі дна Світового океану. Особливо поширений на глибинах 700-5400 м в тропічних і субтропічних широтах Атлантичного океану, Східній частині Тихого океану (на південь від екватора) і в західній частині Індійського океану, у відкритих частинах великих морів (Середземного, Тасманового, ін.).